# Man of Action
"Man of Action" is een nummer van de Britse orkestleider Les Reed. Het verscheen op zijn gelijknamige album uit 1973. In 1970 werd het al uitgebracht als single.

## Achtergrond
"Man of Action" is geschreven en geproduceerd door Reed. Het nummer werd geschreven in 1968 nadat Reed een nieuw orkest oprichtte, genaamd The Les Reed Combo. Hij wilde dat het orkest een commercieel geluid had en schreef vervolgens de compositie. Hij nam het in november 1968 in de Lansdowne Studios in Londen op.
In West-Europa werd "Man of Action" bekend als herkenningstune van de zeezender Radio Noordzee Internationaal. Er werd een exemplaar van de single naar de zeezender gestuurd, dat het vrijwel direct oppikte. Het werd positief ontvangen door luisteraars, die wilden dat het instrumentale nummer opnieuw als single zou worden uitgebracht. In 1972 verscheen dan ook een nieuwe druk van de single.
Opvallend genoeg kwam "Man of Action" pas, nadat Radio Noordzee Internationaal haar uitzendingen op 31 augustus 1974 moest staken, in de hitlijsten terecht. Het kwam in Nederland tot de zevende positie in zowel de Top 40 als de Nationale Hitparade, terwijl in Vlaanderen plaats 27 in een voorloper van de Ultratop 50 werd gehaald.

## Hitnoteringen

### Nederlandse Top 40
| Hitnotering: 14-09-1974 t/m 02-11-1974 | Hitnotering: 14-09-1974 t/m 02-11-1974 | Hitnotering: 14-09-1974 t/m 02-11-1974 | Hitnotering: 14-09-1974 t/m 02-11-1974 | Hitnotering: 14-09-1974 t/m 02-11-1974 | Hitnotering: 14-09-1974 t/m 02-11-1974 | Hitnotering: 14-09-1974 t/m 02-11-1974 | Hitnotering: 14-09-1974 t/m 02-11-1974 | Hitnotering: 14-09-1974 t/m 02-11-1974 | Hitnotering: 14-09-1974 t/m 02-11-1974 |
| Week                                   | 1                                      | 2                                      | 3                                      | 4                                      | 5                                      | 6                                      | 7                                      | 8                                      |                                        |
| -------------------------------------- | -------------------------------------- | -------------------------------------- | -------------------------------------- | -------------------------------------- | -------------------------------------- | -------------------------------------- | -------------------------------------- | -------------------------------------- | -------------------------------------- |
| Nummer                                 | 32                                     | 17                                     | 9                                      | 7                                      | 9                                      | 13                                     | 33                                     | 40                                     | uit                                    |

### Nationale Hitparade
| Hitnotering: 21-09-1974 t/m 19-10-1974 | Hitnotering: 21-09-1974 t/m 19-10-1974 | Hitnotering: 21-09-1974 t/m 19-10-1974 | Hitnotering: 21-09-1974 t/m 19-10-1974 | Hitnotering: 21-09-1974 t/m 19-10-1974 | Hitnotering: 21-09-1974 t/m 19-10-1974 | Hitnotering: 21-09-1974 t/m 19-10-1974 |
| Week                                   | 1                                      | 2                                      | 3                                      | 4                                      | 5                                      |                                        |
| -------------------------------------- | -------------------------------------- | -------------------------------------- | -------------------------------------- | -------------------------------------- | -------------------------------------- | -------------------------------------- |
| Nummer                                 | 19                                     | 7                                      | 7                                      | 9                                      | 16                                     | uit                                    |

### NPO Radio 2 Top 2000
| Nummer met noteringen in de NPO Radio 2 Top 2000 | '00  | '01  | '02  | '03  |
| ------------------------------------------------ | ---- | ---- | ---- | ---- |
| Man of Action                                    | 1510 | 1563 | 1821 | 1704 |

1. ↑  Een vetgedrukt getal geeft de hoogste notering aan.
2. ↑  2000 was het eerste jaar met een notering voor dit nummer.
3. ↑  Deze tabel is bijgewerkt tot en met de laatste editie (2024).